# قائمة مساجد ميسان
مساجد ميسان تحتوي محافظة ميسان على العديد من المساجد التاريخية والأثرية والمراقد والحسينيات والأضرحة ومن أبرزها:

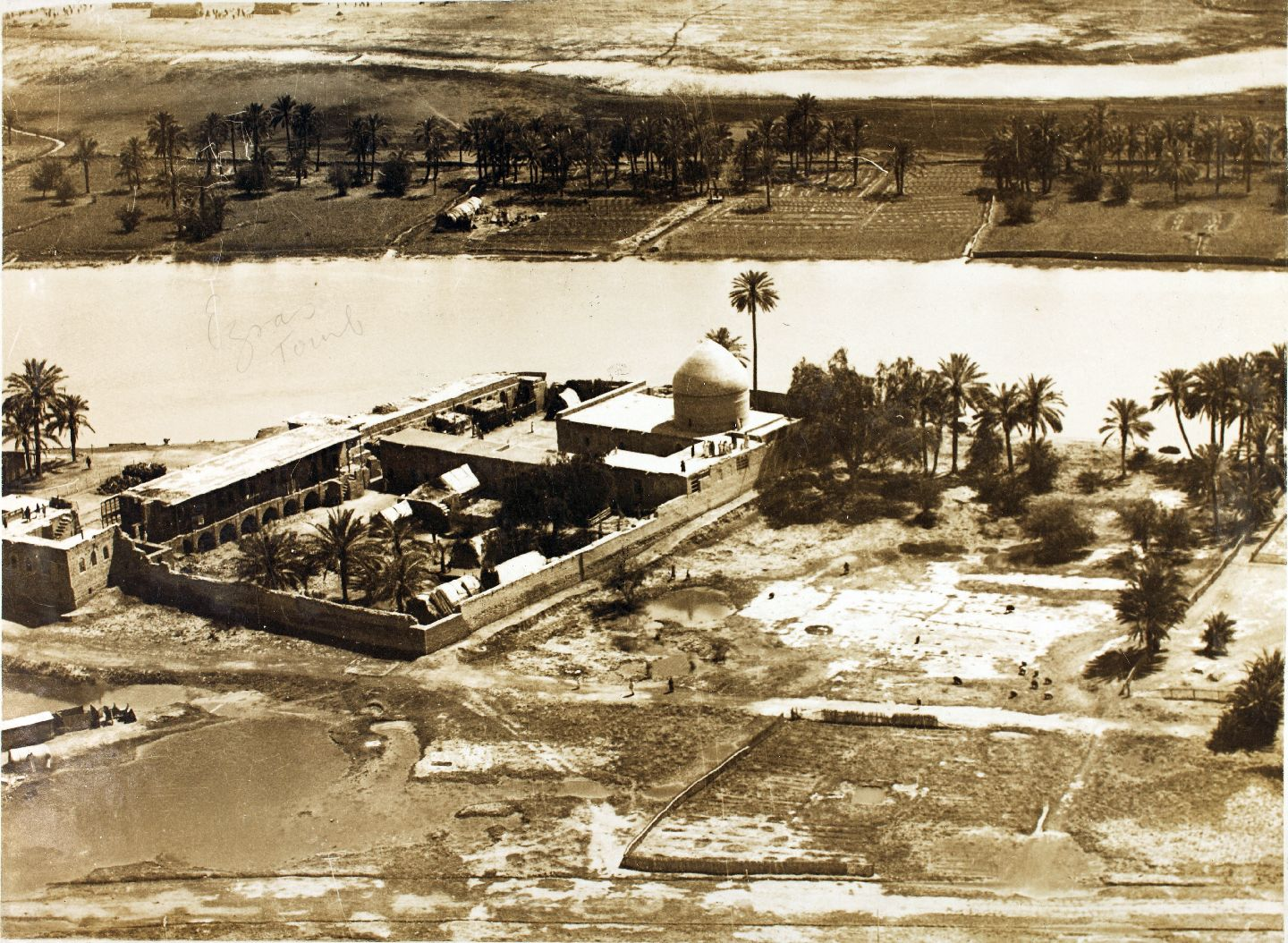
ضريح العزير في محافظة ميسان عام 1924

- مرقد السيد علي الزكي
- جامع العمارة الكبير
- جامع قلعة صالح الكبير[2]
- مسجد الإمام علي الشرقي
- مسجد ثار الله
- ضريح العزير
- جامع البدراوي (السراي)[3]
- جامع الإمام علي
- جامع الإمام الحسن
- جامع الإمام الحسين
- جامع سوق النجارين
- جامع وحسينية الشبانة
- حسينية ابي الفضل العباس
- مرقد السيد أحمد الماجدي
- مرقد عبد الله بن علي بن ابي طالب

## معرض صور

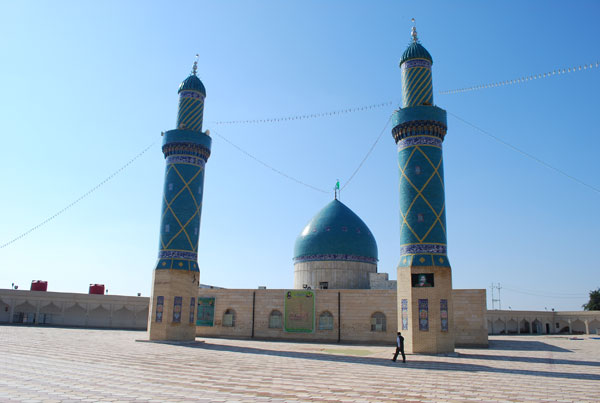
مرقد علي الشرقي
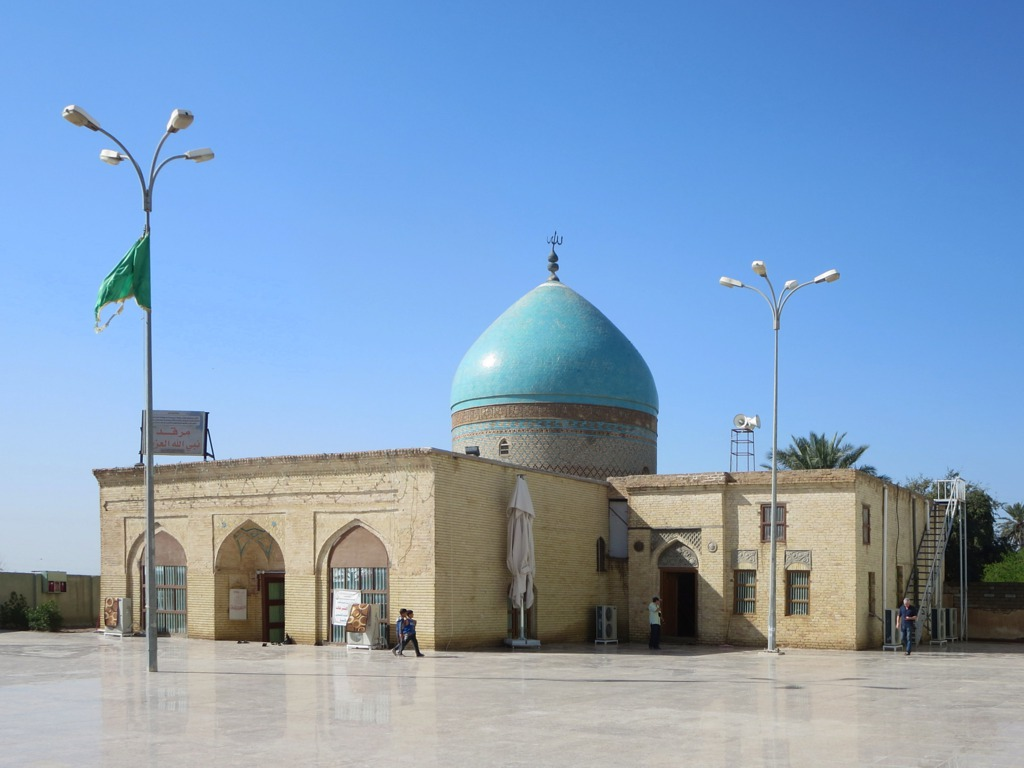
ضريح العزير في ميسان عام 2016
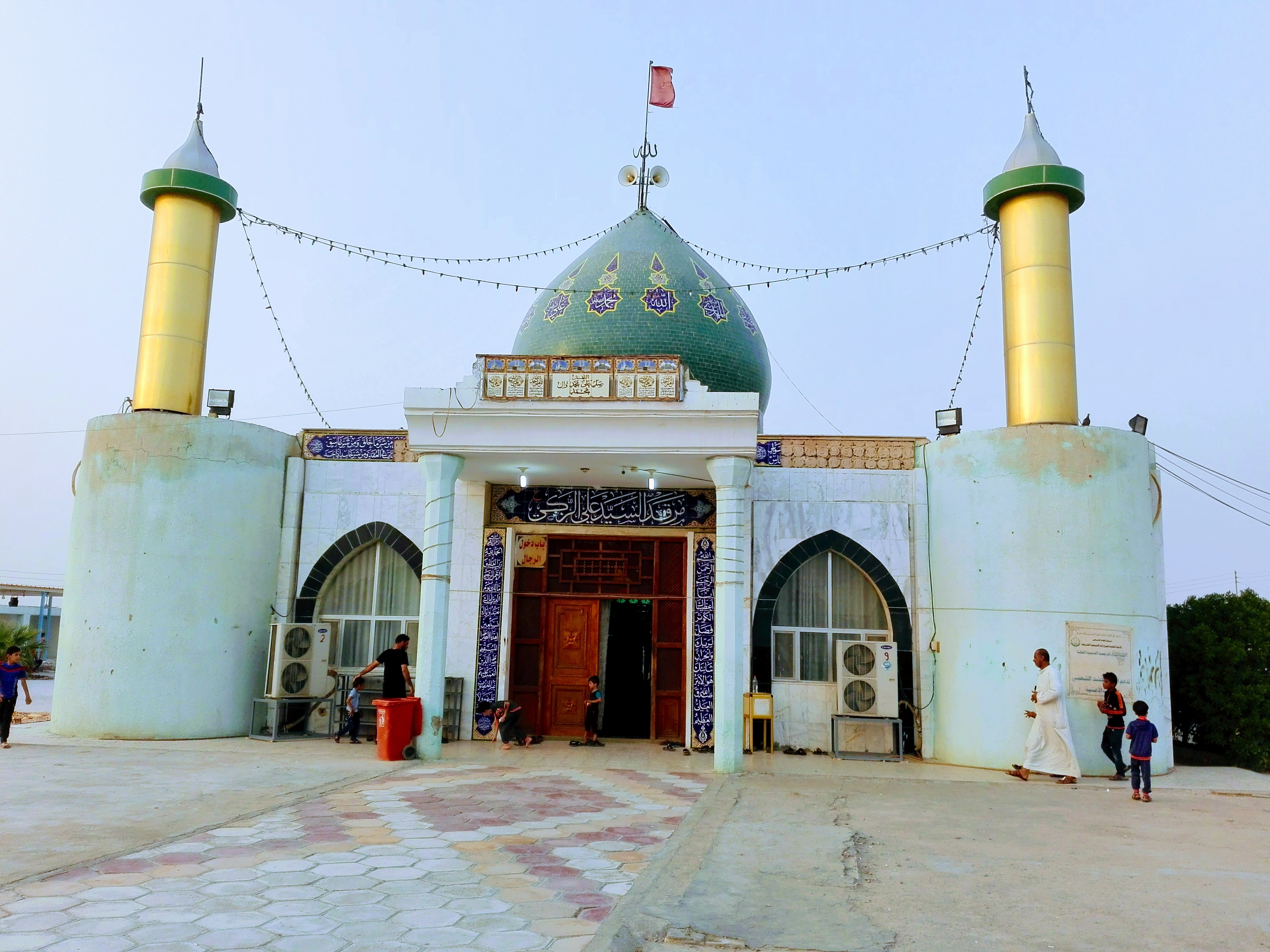
مرقد السيد علي الزكي
مسجد ثأر الله